# Anopheles milloti
Anopheles milloti este o specie de țânțari din genul Anopheles, descrisă de Alexis Grjebine și Lacan în anul 1953.
Este endemică în Madagascar. Conform Catalogue of Life specia Anopheles milloti nu are subspecii cunoscute.